# 霍登山
67°56′S 62°29′E / 67.933°S 62.483°E
霍登山（英語：Mount Hordern）是南極洲的山峰，位於麥克羅伯特森地，屬於弗拉姆山脈中大衛山脈的一部分，處於科茨山以南7公里，該山峰在1931年2月被探險隊發現。